# Cueva de Katafyki
Katafyki o Katafiki es una cueva situada en Driopida, en la isla de Citnos, en las Cícladas. Se ha llamado "Katafyki" porque ha servido de refugio en varias épocas. También lleva el nombre de Cueva de Georgios Martinos en honor al geólogo que la estudió.

## Descripción
Se sitúa en Fires de Driopida. Se han cartografiado más de 600 metros de la cueva natural que, habiendo servido de mina, cuenta con una galería artificial de 2000 metros de longitud. En la cueva se han formado largos túneles debido al flujo de agua de un torrente. Se calcula que los túneles de la cueva cubren una superficie de 3500 metros cuadrados.
En la entrada hay una meseta llamada "meseta pequeña" y más adelante se encuentra la "meseta grande" o plaza.  En la "gran plaza" los locales solían celebrar actos después de la Resurrección.
Más a la derecha hay pasillos, dos de los cuales conducen a la "sala de las estalactitas", de una superficie de 25 x 17 metros, donde se pueden encontrar estalactitas y estalagmitas. Las estalactitas de la sala son de varios colores y formas y tienen nombres como "medusa", "pulpo", "oso de peluche", etc. Una gran estalagmita se llama "Torre de Babel". A la derecha de la sala hay láminas de piedra caliza y mineral de hierro. En otra zona de la cueva hay una formación de "artesa", ya que el agua se acumula allí entre las estalactitas y estalagmitas. Las voladuras han destruido gran parte de la decoración general de estalactitas y estalagmitas de la cueva, al igual que, en menor medida, los incendios provocados por los rituales en el interior de la cueva. Las rocas de la cueva están estratificadas verticalmente en esquisto, mármol y pizarra. La cueva fue utilizada como mina de hierro y el principal mineral extraído era la hematita.

## Acceso
El acceso a la cueva es fácil, ya que se encuentra dentro del asentamiento de Driopida. Debido a su uso como mina, contiene barrancos que en el pasado hacían peligrosa su visita. Está iluminada y su temperatura es de 17°C, y se puede visitar a través de un camino circular. En varios lugares hay restos visibles del anterior uso de la cueva como mina, como raíles, vagones, etc.

## Mina
Es posible que la cueva haya sido utilizada como mina desde la antigüedad, ya que hay referencias a minas en Citnos en la literatura. La extracción de hierro en la época moderna duró desde 1835 hasta 1940, mientras que después de 1910 la explotación fue llevada a cabo por empresas extranjeras.

## Gestión y restauración
La cueva está gestionada por el Municipio de Citnos. En julio de 2015 volvió a ser accesible al público tras un periodo de dos años en el que el Ministerio de Cultura había suspendido el acceso público por motivos de seguridad.